# Aborted
Aborted es una banda belga de death metal formada en 1995.

## Historia
Fundada inicialmente por Sven De Caluwe, quien pudo encontrar otros miembros hasta 1997. Sacaron un demo y después de un tiempo firmaron su primer acuerdo con UXICON récords. Desde entonces han sacado dos splits (a través de Soulreaper Records y Bones Brigade respectivamente), 10 álbumes completos, dos EP y un DVD con la firma francesa Listenable Records. Actualmente tienen un contrato con Century Media.
El 1º de diciembre de 2009, Sven de Caluwé anunció que la banda había tenido cambios en su alineación y que se habían integrado miembros nuevos, tales como el guitarrista de Whorecore/They:Swarm Eran Segal, su compañero de System Divide, Cole Martínez en el bajo, el vocalista y guitarrista de Abigail Williams Ken Sorceron y el baterista Dirk Verbeuren de Soilwork, quien en un pasado había colaborado con la banda. La banda lanzó un EP a finales del 2009, titulado "Coronary Reconstruction".
Algunos de los seguidores que asisten a los conciertos de Aborted (conocidos como "Aborted Army") van vestidos con trajes de cirujano manchados de sangre así como máscaras y guantes. La inspiración para esta vestimenta provino del álbum Goremageddon: The Saw and the Carnage Done, que mostraba en su portada un cirujano demente.

## Miembros

### Miembros actuales
- Sven De Caluwe - voz (1995-presente)
- Ken Bedene - batería (2010-presente)
- Mendel bij de Leij - guitarra (2012-presente)
- Ian Jekelis - guitarra (2015-presente)
- Stefano Franceschini - bajo (2016-presente)

### Miembros anteriores
- JB van de Wal - Bajo (2010-2016)
- Ken Sorceron - Guitarra (2009-2011)
- Dirk Verbeuren - Batería (2003-2004, 2009-2011)
- Sebastien "Seb Purulator" Tuvi - Guitarra (2006-2009)
- Cole Martínez - Bajo (2009-2010)
- Peter Goemaere - Guitarra (2006-2009)
- Matty Dupont - Guitarra (2006)
- Jess Moyle - Guitarra (2006)
- Stephane Soutreyard - Guitarra (2005-2006)
- Bart Vergaert - Guitarra (2002-2005)
- Thijs De Cloedt - Guitarra (2000-2006)
- Christophe Herreman - Guitarra (1998-2000)
- Niek Verstraete - Guitarra (1997-2002)
- Sven Janssens - Bajo (2007-2009)
- Olivia Scemama - Bajo (2016)
- Frederik Vanmassenhove - Bajo (2002-2006)
- Koen Verstraete - Bajo (1997-2002)
- Gilles Delecroix - Batería (2004-2006)
- Frank Rousseau - Batería (1998-2003)
- Steven Logie - Batería (1997-1998)
- Dan Wilding - batería (2007 - 2009)
- Eran Segal - Guitarra (2009 - 2012)
- Michael Wilson - Guitarra (2011 - 2012)

### Sesiones en estudio y miembros en vivo
- Ariën van Wesenbeek - Baterista en vivo en el 2007
- Étienne Gallo - Batería en vivo en el 2006
- Dave Haley - Batería de sesión para el álbum "Slaughter & Apparatus: A Methodical Overture" (2006)
- Matan Shmuely - Baterista en vivo en Israel (10.8.2006)
- Ken Bedene - Baterista en vivo en Israel (2010)

### Invitados
- Hendrik "Henne" Vanwynsberghe (Demonizer) – Voz en "The Sanctification Of Fornication" del álbum The Purity of Perversion (2000)
- Kurt (Ectopia) – Voz en "Wrenched Carnal Ornaments" del álbum The Purity of Perversion (2000)
- Michael Bøgballe (Mnemic) – Voz en "Dead Wreckoning" del álbum The Archaic Abattoir (2005)
- Bo Summer (Illdisposed) – Voz en "The Gangrenous Epitaph" y "The Inertia" del álbum The Archaic Abattoir (2005)
- Jacob Bredahl (Hatesphere) – Voz en "Threading on Vermillion Deception" del álbum The Archaic Abattoir (2005)
- Jacob Bredahl (Hatesphere) – Voz en "Avenious" del álbum Slaughter & Apparatus: A Methodical Overture (2007)
- Jeff Walker (Carcass) – Voz en "An Odious Emanation" y "A Methodical Overture" del álbum Slaughter & Apparatus: A Methodical Overture (2007)
- Mike Wilson (System Divide, ex Abigail Williams) - Guitarra líder en las canciones "A Cadaverous Dissertation" y "Left Hand Path" del EP Coronary Reconstruction (2010)
- Trevor Strnad (The Black Dahlia Murder) - Voz en "Vermicular, Obscene, Obese" del álbum Global Flatline (2012)
- Julien Truchan (Benighted) - Voz en "The Origin of Disease" del álbum Global Flatline (2012)
- Jason Netherton (Misery Index) - Voz en "Grime" del álbum Global Flatline (2012)
- Keijo Niinimaa (Rotten Sound) - Voz en "Our Father Who Arts of Feces" del álbum Global Flatline (2012)

## Discografía
| Año  | Título                                            | Tipo                                         | Discográfica  | Calificación profesional                             |
| ---- | ------------------------------------------------- | -------------------------------------------- | ------------- | ---------------------------------------------------- |
| 1997 | The Necrotorous Chronicles                        | Demo                                         | Esofagus      |                                                      |
| 1998 | The Splat Pack                                    | Demo                                         | Independiente |                                                      |
| 1999 | The Purity of Perversion                          | Álbum de estudio                             | Uxicon        |                                                      |
| 2000 | Eructations Of Carnal Artistry                    | Split con Christ Denied                      | Soulreaper    |                                                      |
| 2001 | Engineering the Dead                              | Álbum de estudio                             | Listenable    | *Amazon link                                         |
| 2002 | Created to Kill                                   | Split con Drownign, Brodequin y Misery Index | Bones bridge  |                                                      |
| 2003 | Goremageddon: The Saw and the Carnage Done        | Álbum de estudio                             | Listenable    | *Allmusic link                                       |
| 2003 | Deceased in the East / Extirpated Live Emanations | Split con Exhumed                            | Listenable    |                                                      |
| 2004 | The Haematobic                                    | EP                                           | Listenable    |                                                      |
| 2005 | The Archaic Abattoir                              | Álbum de estudio                             | Listenable    | *Allmusic link                                       |
| 2006 | The Auricular Chronicles                          | DVD                                          | Listenable    |                                                      |
| 2007 | Slaughter & Apparatus: A Methodical Overture      | Álbum de estudio                             | Century Media | * Sound Of Metal link - Allmusic link - Metal Hammer |
| 2008 | Strychnine.213                                    | Álbum de estudio                             | Century Media | *About.com link - Allmusic link - Blabbermouth link  |
| 2010 | Coronary Reconstruction                           | EP                                           | Century Media | *Rate Your Music link                                |
| 2012 | Global Flatline                                   | Álbum de Estudio                             | Century Media |                                                      |
| 2014 | Scriptures Of The Dead EP                         | EP                                           | Century Media |                                                      |
| 2014 | The Necrotic Manifesto                            | Álbum de Estudio                             | Century Media |                                                      |
| 2016 | Termination Redux EP                              | EP                                           | Century Media |                                                      |
| 2016 | Retrogore                                         | Álbum de Estudio                             | Century Media |                                                      |
| 2017 | Bathos                                            | EP                                           | Century Media |                                                      |
| 2018 | TerrorVision                                      | Álbum de Estudio                             | Century Media |                                                      |
| 2021 | ManiaCult                                         | Álbum de Estudio                             | Century Media |                                                      |